# 1979 na televisão
Nesta página encontram-se os fatos, estreias e términos sobre televisão que aconteceram durante o ano de 1979.

## Eventos

### Brasil

#### Fevereiro
- 1.º de fevereiro — É inaugurada a TV Tarobá Cascavel, afiliada da Rede Bandeirantes em Cascavel, Paraná.

#### Março
- 10 de março — É inaugurada a TV Guaíba de Porto Alegre, Rio Grande do Sul.

### Abril
- 2 de abril
  - Na Rede Globo, o Jornal Hoje ganha nova vinheta de abertura, cenário e grafismos.
  - Na Rede Globo, o Jornal Nacional ganha nova vinheta de abertura, cenário e grafismos.

#### Maio
- 1.º de maio — É inaugurada a TV Catarinense, afiliada da Rede Globo em Florianópolis, Santa Catarina.
- 26 de maio — É inaugurada a TV Tapajós, afiliada da Rede Globo em Santarém, Pará.

#### Junho
- 28 de junho — É inaugurada a TV Paranaíba, afiliada da Rede Bandeirantes em Uberlândia, Minas Gerais.

#### Julho
- 1.º de julho — É inaugurada a TV Cruz Alta, afiliada da Rede Globo em Cruz Alta, Rio Grande do Sul.
- 9 de julho — É inaugurada a TV Imperador em Franca, São Paulo.

#### Outubro
- 1.º de outubro — É inaugurada a TV Campinas, afiliada da Rede Globo em Campinas, São Paulo.

#### Dezembro
- 7 de dezembro — É inaugurada a TV Santa Catarina, afiliada da Rede Globo em Joinville,  Santa Catarina.
- 26 de dezembro — É inaugurada a TV Ariquemes, afiliada da Rede Bandeirantes em Ariquemes, Rondônia.

### Abril
- 1.º de abril — A Nickelodeon inicia transmissão.

### Setembro
- 7 de setembro — A ESPN inicia transmissão.

## Programas

### Janeiro
- 26 de janeiro — Termina Sinal de Alerta na Rede Globo.
- 27 de janeiro — Termina Dancin' Days na Rede Globo.
- 29 de janeiro — Estreia Pai Herói na Rede Globo.

### Março
- 2 de março — Termina A Sucessora na Rede Globo.
- 5 de março — Estreia Memórias de Amor na Rede Globo.
- 10 de março — Termina Salário Mínimo na Rede Tupi.
- 16 de março — Termina Pecado Rasgado na Rede Globo.
- 19 de março — Estreia Feijão Maravilha na Rede Globo.
- 30 de março — Termina Amanhã na Rede Globo.

### Abril
- 2 de abril — Estreia da segunda fase do Jornal da Globo na Rede Globo.
- 16 de abril — Estreia Cara a Cara na Rede Bandeirantes.
- 30 de abril — Termina Aritana na Rede Tupi.

### Maio
- 18 de maio — Termina Carinhoso na Rede Globo.
- 21 de maio
  - Reestreia Estúpido Cupido na Rede Globo.
  - Estreia Gaivotas na Rede Tupi.
  - Estreia Rede Tupi de Notícias na Rede Tupi.
  - Estreia Aplauso na Rede Globo.
- 22 de maio — Estreia Carga Pesada na Rede Globo.
- 24 de maio — Estreia Malu Mulher na Rede Globo.
- 25 de maio — Estreia Plantão de Polícia na Rede Globo.
- 26 de maio — Termina O Direito de Nascer na Rede Tupi.

### Junho
- 1.º de junho — Termina Memórias de Amor na Rede Globo.
- 4 de junho — Estreia Cabocla na Rede Globo.
- 26 de junho — Estreia Como Salvar Meu Casamento na Rede Tupi.

### Agosto
- 3 de agosto — Termina Feijão Maravilha na Rede Globo.
- 6 de agosto
  - Estreia Marron Glacê na Rede Globo.
  - Estreia Dinheiro Vivo na Rede Tupi.
- 18 de agosto — Termina Pai Herói na Rede Globo.
- 20 de agosto — Estreia Os Gigantes na Rede Globo.

### Setembro
- 3 de setembro — Termina Os Pankekas na Rede Tupi.

### Outubro
- 30 de outubro — Termina Gaivotas na Rede Tupi.

### Novembro
- 19 de novembro
  - Estreia O Todo Poderoso na Rede Bandeirantes.
  - Termina Aplauso na Rede Globo.

### Dezembro
- 14 de dezembro — Termina Cabocla na Rede Globo.
- 21 de dezembro — A Rede Globo exibe o Roberto Carlos Especial.
- 30 de dezembro — Termina Cara a Cara na Rede Bandeirantes.

## Nascimentos
| Data            | Nome                   | Profissão                                  | Nacionalidade    | Observações | Ref |
| --------------- | ---------------------- | ------------------------------------------ | ---------------- | ----------- | --- |
| 3 de janeiro    | Paulo Vilhena          | ator, diretor e repórter                   | Brasil           |             |     |
| 15 de janeiro   | Antônio Firmino        | ator, bailarino e modelo                   | Brasil           |             |     |
| 19 de janeiro   | Oceana Basílio         | atriz                                      | Portugal         |             |     |
| 24 de janeiro   | Tatyana Ali            | atriz                                      | Estados Unidos   |             |     |
| 25 de janeiro   | Bianca Castanho        | atriz                                      | Brasil           |             |     |
| 26 de janeiro   | Bárbara Borges         | atriz                                      | Brasil           |             |     |
| 28 de janeiro   | Samantha Schmütz       | atriz                                      | Brasil           |             |     |
| 7 de fevereiro  | Fábio Azevedo          | ator, dublador, diretor e apresentador     | Brasil           |             |     |
| 12 de fevereiro | Jesse Spencer          | ator                                       | Austrália        |             |     |
| 21 de fevereiro | Jennifer Love Hewitt   | atriz e cantora                            | Estados Unidos   |             |     |
| 22 de fevereiro | Débora Falabella       | atriz                                      | Brasil           |             |     |
| 20 de março     | Bianca Lawson          | atriz                                      | Estados Unidos   |             |     |
| 26 de março     | Juliana Paes           | atriz                                      | Brasil           |             |     |
| 4 de abril      | Heath Ledger           | ator                                       | Austrália        | m. 2008     |     |
| 12 de abril     | Claire Danes           | atriz                                      | Estados Unidos   |             |     |
| 12 de abril     | Jennifer Morrison      | atriz                                      | Estados Unidos   |             |     |
| 12 de abril     | Paul Nicholls          | ator                                       | Inglaterra       |             |     |
| 23 de abril     | Joyce Ribeiro          | jornalista                                 | Brasil           |             |     |
| 5 de maio       | Vincent Kartheiser     | ator                                       | Reino Unido      |             |     |
| 11 de maio      | Marcus Majella         | ator                                       | Brasil           |             |     |
| 8 de junho      | Pedro Granger          | actor, apresentador e dobrador             | Portugal         |             |     |
| 18 de junho     | Manoel Soares          | apresentador, jornalista e ativista        | Brasil           |             |     |
| 20 de junho     | Marcos Mion            | apresentador                               | Brasil           |             |     |
| 25 de junho     | Busy Philipps          | atriz                                      | Estados Unidos   |             |     |
| 29 de junho     | Liliana Castro         | atriz                                      | Equador / Brasil |             |     |
| 6 de julho      | Bernardo Melo Barreto  | ator, produtor, roteirista e cineasta      | Brasil           |             |     |
| 6 de julho      | Luize Altenhofen       | modelo e apresentadora                     | Brasil           |             |     |
| 10 de julho     | Gong Yoo               | ator                                       | Coreia do Sul    |             |     |
| 19 de julho     | Ellen Rocche           | modelo e atriz                             | Brasil           |             |     |
| 23 de julho     | Íris Stefanelli        | apresentadora                              | Brasil           |             |     |
| 28 de julho     | Guilherme Winter       | ator                                       | Brasil           |             |     |
| 15 de setembro  | Dave Annable           | ator                                       | Estados Unidos   |             |     |
| 17 de setembro  | Ingrid Martz           | atriz                                      | México           |             |     |
| 24 de setembro  | André Marques          | ator e apresentador                        | Brasil           |             |     |
| 27 de setembro  | Danilo Gentili         | humorista                                  | Brasil           |             |     |
| 29 de setembro  | Helen Ganzarolli       | atriz, modelo e apresentadora de televisão | Brasil           |             |     |
| 3 de outubro    | Pedro Lemos            | ator                                       | Brasil           |             |     |
| 4 de outubro    | Rachael Leigh Cook     | atriz                                      | Estados Unidos   |             |     |
| 9 de outubro    | Brandon Routh          | ator                                       | Estados Unidos   |             |     |
| 21 de outubro   | Fernanda Rodrigues     | atriz                                      | Brasil           |             |     |
| 22 de outubro   | Júlio Rocha            | ator                                       | Brasil           |             |     |
| 19 de novembro  | Michelle Vieth         | atriz                                      | México           |             |     |
| 26 de novembro  | Deborah Secco          | atriz                                      | Brasil           |             |     |
| 23 de dezembro  | Jacqueline Bracamontes | atriz, modelo e ex-miss                    | México           |             |     |

## Mortes
| Data          | Nome              | Profissão                        | Nacionalidade  | Observações | Ref |
| ------------- | ----------------- | -------------------------------- | -------------- | ----------- | --- |
| 16 de janeiro | Ted Cassidy       | actor                            | Estados Unidos | n. 1932     |     |
| 6 de junho    | Márcia Mendes     | apresentadora                    | Brasil         | n. 1945     |     |
| 18 de junho   | Procópio Ferreira | ator, escritor e diretor teatral | Brasil         | n. 1898     |     |